# Robert Fricke
Karl Emmanuel Robert Fricke (Helmstedt, 24 de setembro de 1861 — Bad Harzburg, 18 de julho de 1930) foi um matemático alemão.
Conhecido por seu trabalho sobre teoria das funções, especialmente funções elípticas, formas modulares e formas automórficas. Foi um dos principais colaboradores de Felix Klein, com quem escreveu dois livros clássicos, em dois volumes cada um, sobre funções modulares elípticas e funções automórficas.
De 1894 a 1930 foi professor de matemática avançada na Universidade Técnica de Braunschweig.

## Publicações
- Fricke, Robert; Klein, Felix (1890), Vorlesungen über die Theorie der elliptischen Modulfunctionen (Volume 1), B. G. Teubner, Leipzig
- Fricke, Robert; Klein, Felix (1892), Vorlesungen über die Theorie der elliptischen Modulfunctionen (Volume 2), B. G. Teubner, Leipzig
- Fricke, Robert; Klein, Felix (1897), Vorlesungen über die Theorie der automorphen Functionen. Erster Band; Die gruppentheoretischen Grundlagen., ISBN 978-1-4297-0551-6 (em alemão), Leipzig: B. G. Teubner, JFM 28.0334.01
- Fricke, Robert; Klein, Felix (1912), Vorlesungen über die Theorie der automorphen Functionen. Zweiter Band: Die funktionentheoretischen Ausführungen und die Anwendungen. 1. Lieferung: Engere Theorie der automorphen Funktionen., ISBN 978-1-4297-0552-3 (em alemão), Leipzig: B. G. Teubner., JFM 32.0430.01